# اجسام گامنا–فاور
اجسام گامنا–فاوْر (انگلیسی: Gamna–Favre bodies) اجسام انکلوزیونی بازوفیلیک بزرگ و داخل سیتوپلاسمی هستند که در سلول‌های لایه درون‌رگی در بیماران مبتلا به لنفوگرانولوما ونروم دیده می‌شوند.
اجسام گامنا–فاوْر به افتخار کارلوس گامنا و موریس فاور نام‌گذاری شده است.